# 阿諾德鎮區 (內布拉斯加州卡斯特縣)
阿諾德鎮區（英語：Arnold Township）是位於美國內布拉斯加州卡斯特縣的一個行政鎮區。

## 地方資料
阿諾德鎮區的面積為357.47平方千米，當中陸地面積為357.32平方千米，而水域面積為0.14平方千米。根據2020年美國人口普查的數據，當地共有人口769人，而人口密度為每平方千米2.15人。